# Кабинда
Кабинда (на португалски: Cabinda) е провинция и ексклав на африканската държава Ангола. Областта е била известна в миналото като „Португалско Конго“. Граничи с Демократична република Конго (Заир) и с Република Конго на север. Има площ от 7270 km². Кабинда има много висок прираст на населението – през 1991 то е било около 163 000 жители, през 2007 вече над 300 000. Кабинда почти изцяло се населява от народността Баконго. Главни градове в ексклава са Кабинда (това е и най-голямото пристанище) и Малебо (около 10 000 жители).
В областта се произвеждат кафе, какао и палмово масло. Има и добив на ценна дървесина. Най-важен сектор е обаче нефтодобивът. Печалбата от нефтодобива (започнал през 1968 година) на Кабинда формира около 80% от анголския бюджет.
Сегашните граници на Кабинда са уточнени между колониалните сили Португалия и Франция още през 1886 година. През 1956 година, Португалия – по примера на Франция, с цел намаляване на административните разходи, обединява колониите Кабинда и Ангола под общо управление. По време на преговорите за отпускане в независимост, от Португалската страна са искали Кабинда да стане самостоятелна държава, но през 1975 Ангола иска да присъедини Кабинда и я заема с военна сила. Оттогава има непрекъснати въоръжени конфликти. През 1974 г. Кабинда е призната за 39-ата държава в Африка от Организацията за африканско единство.
В Кабинда съществува силно изразено сепаратистко движение за отцепване от Ангола и създаване на самостоятелна и суверенна Кабинда. Най-силната организация с подобни искания е Фронтът за освобождение ексклава Кабинда – Frente para a Libertação do Enclave de Cabinda (FLEC). На 8 януари 2010 FLEC нападна националния футболен отбор на Того, намиращ се в Ангола за Африканското първенство по футбол 2010. При нападението бяха убити трима делегати и ранени играчи и членове на отбора.